# 国神社

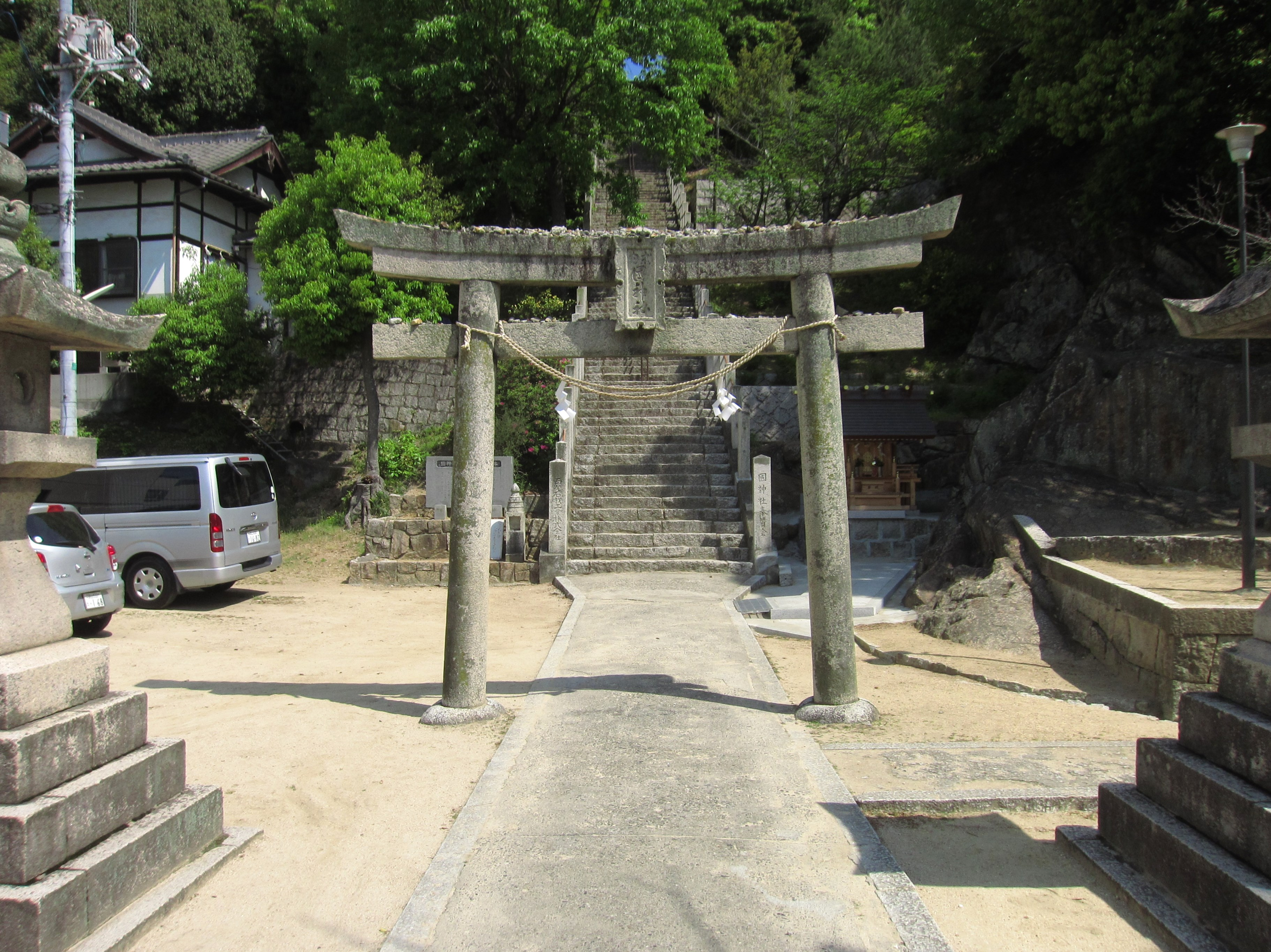
鳥居

国神社（くにじんじゃ、國神社）は、岡山県岡山市北区にある神社。式内社で、旧社格は村社。

## 祭神
祭神は以下の2柱。
- 大国主命
- 事代主命

上記とは別に、主祭神を大国主命、相殿に素戔嗚命、合殿に八幡宮とする記載も見られる。

## 歴史

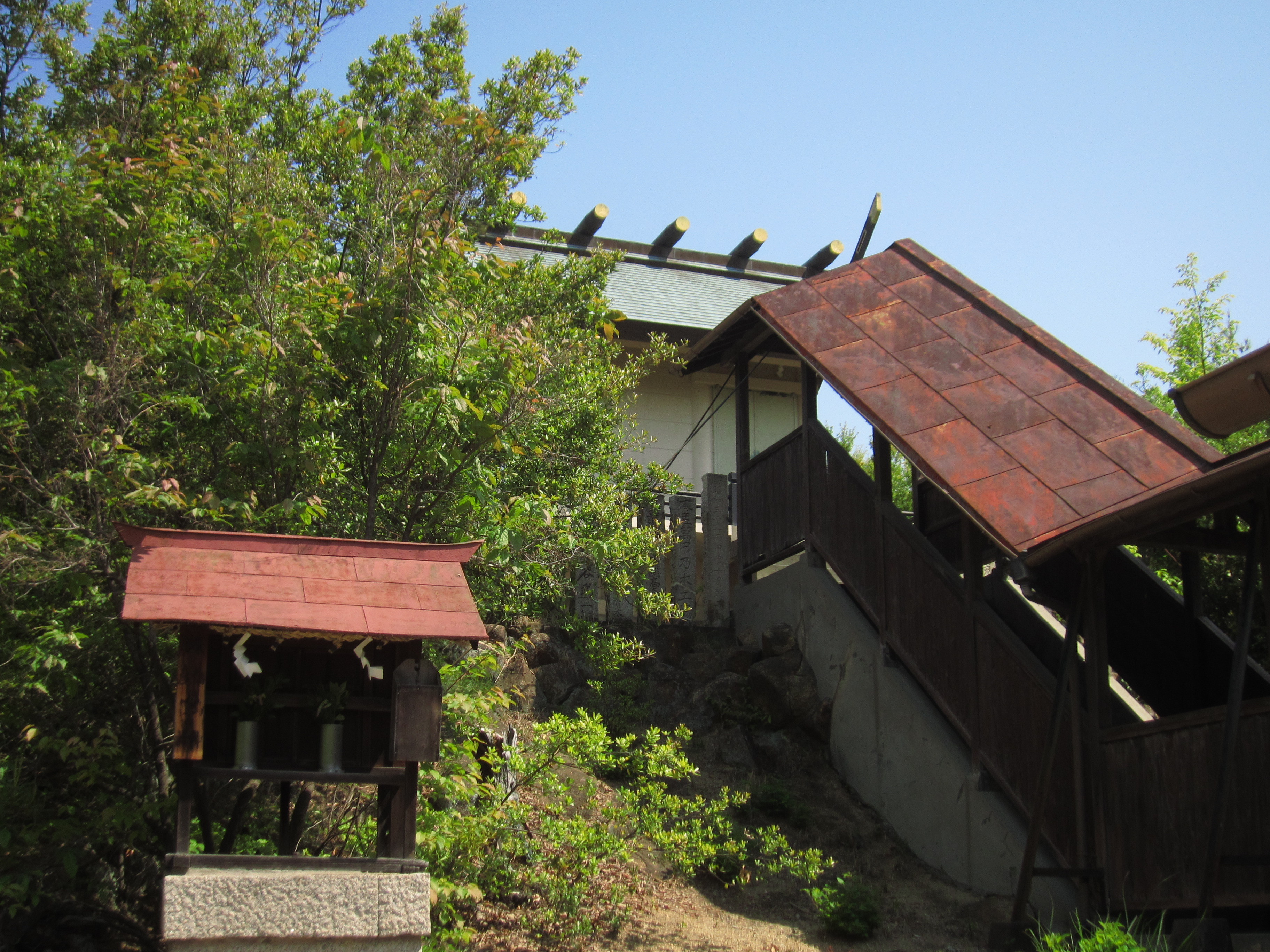
本殿

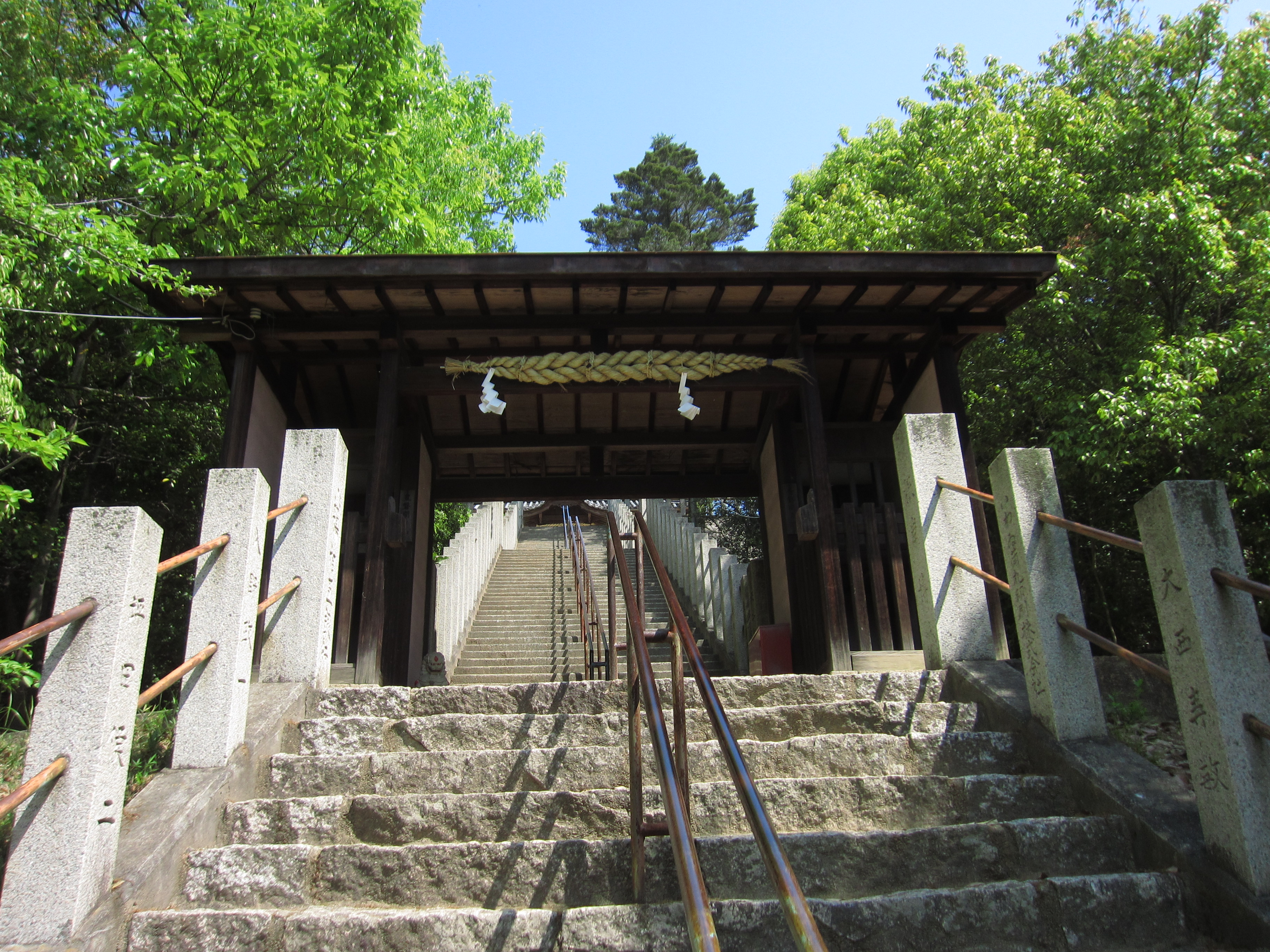
神門

貞観2年（860年）の創建で、神階は従四位下であるという。平安時代中期の『延喜式神名帳』に「備前国御野郡 国神社」と記載される式内社に比定されている。
慶長年間（1596年-1615年）に再建され、社領は2石6斗2升であったという。のち寛文年間（1661年-1673年）に造営があり、宝暦元年（1751年）に再建されたという。また明和3年（1766年）に国守八幡宮を合祀した。
当社に関して『備陽記』『備陽国誌』など江戸時代の諸史料に記述があり、これらによると、江戸中頃に廃祀となったが明治初年に伊福八幡宮の相殿として復活したと見られている。のち主祭神と相殿が逆転し、式内社として再興されたと見られている。近代社格制度では村社に列した。

## 祭事
- 戎祭 （1月10日）
- 夏祭 （8月1日）
- 秋祭 （10月5日・6日）

## 現地情報
所在地
- 岡山県岡山市北区三門中町5-1